# Keiichi Inamine
Keiichi Inamine (稲嶺 惠一, Inamine Keiichi) est un homme politique japonais né le 14 octobre 1933. Il exerce comme gouverneur de la préfecture d'Okinawa de 1998 à 2006.